# Voilà !
Voilà ! – trzecia płyta włoskiej wokalistki In-Grid. Album został wydany 24 listopada 2005 r. w dwóch wersjach językowych: francuskiej i angielskiej. Z tej płyty pochodzi bardzo popularny singel „Mama mia”.

## Voilà!– wersja francuska
Lista utworów
1. Mama mia – 3:38
2. Le coquin – 3:28
3. Dans tes yeux – 3:39
4. Click Clock – 3:43
5. L'amoureuse – 3:52
6. Oui – 3:06
7. Jamais eu – 3:11
8. À poings fermés – 3:05
9. Où est ma vie ? – 3:35
10. Encore une fois – 3:07
11. C'est pour toi – 3:38
12. Love out of Time – 4:05
13. You Kissed Me – 3:07
14. Really Really Wanna – 3:39
15. Every Night – 4:30

## Voilà!– wersja angielska
Lista utworów
1. Mama Mia
2. Karma Fields
3. Poison in Your Mind
4. Tic Toc
5. One More Time
6. Raining in Your Heart
7. The Slave
8. I Was Happy
9. If
10. Love out of Time
11. Say You Are Mine
12. You Kissed Me
13. Really Really Wanna
14. Every Night
15. Come Back Home

## Single
- Mama Mia – premiera: lipiec 2005
- Oui – premiera: marzec 2006